# Ивановка (Белозёрский сельсовет)
Ивановка — упразднённое село в Октябрьском районе Оренбургской области. На момент упразднения входило в состав сельского поселения Белозёрский сельсовет. Исключено из учётных данных в 2003 году.

## География
Располагалось на левом берегу реки Салмыш в месте впадения в нее реки Тирикла, на расстоянии, примерно, 1,5 километра к северо-востоку от села Белозёрка.

## История
По данным на 1931 год деревня Ивановка состояла из 44 хозяйств. В административном отношении входила в состав Людвиновского сельсовета Каширинского района Средневолжского края.
По данным на 1939 год посёлок Ивановка в составе Белозёрского сельсовета Белозёрского района. В посёлке действовал колхоз «9-е января». С 1961 года в составе Нижнегумбетовского сельсовета.
Постановление Законодательного Собрания Оренбургской области от 17 сентября 2003 г. село исключено из учётных данных.

## Население
По данным на 1930 год в деревне проживало 186 человек, основное население — русские.
По переписи 2002 года в селе отсутствовало постоянное население.